# Ettercap

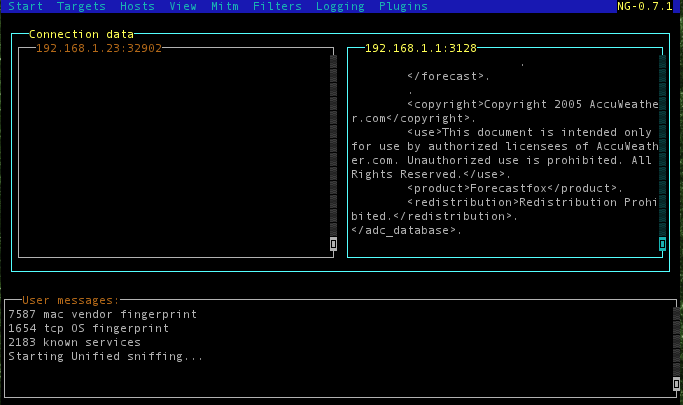

Ettercap es un interceptor/sniffer/registrador para LANs con switch. Sirve en redes LAN conmutadas, aunque es utilizado para auditorías en distintos tipos de redes. Soporta direcciones activas y pasivas de varios protocolos (incluso aquellos cifrados, como SSH y HTTPS). También hace posible la inyección de datos en una conexión establecida y filtrado al vuelo aun manteniendo la conexión sincronizada gracias a su poder para establecer un Ataque Man-in-the-middle(Spoofing). Muchos modos de sniffing fueron implementados para darnos un conjunto de herramientas poderoso y completo de sniffing. Además, es capaz de revisar y analizar si se trata de una red LAN con "switch" o no e incluye detección remota de OS.

## Funciones
- Inyección de caracteres en una conexión establecida emulando comandos o respuestas mientras la conexión está activa.
- Compatibilidad con SSH1: puede interceptar users y passwords incluso en conexiones "seguras" con SSH.
- Compatibilidad con HTTPS: intercepta conexiones mediante http SSL (supuestamente seguras) incluso si se establecen a través de un proxy.
- Intercepta tráfico remoto mediante un túnel GRE: si la conexión se establece mediante un túnel GRE con un router Cisco, puede interceptarla y crear un ataque "Man in the Middle".
- "Man in the Middle" contra túneles PPTP (Point-to-Point Tunneling Protocol).

Plataforma: Linux / Windows
Última versión: NG-0.7.4

## Soporte de Plug-ins
- Colector de contraseñas en: Telnet, FTP, POP, Rlogin, SSH1, ICQ, SMB, MySQL, HTTP, NNTP, X11, Napster, IRC, RIP, BGP, SOCKS 5, IMAP 4, VNC, LDAP, NFS, SNMP, Half-Life, Quake3, MSN, YMSG.
- Filtrado y sustitución de paquetes.
- OS fingerprint: es decir, detección del sistema operativo remoto.
- Mata conexiones.
- Escáner de LAN: hosts, puertos abiertos, servicios...
- Busca otros envenenamientos en la misma red.
- Port Stealing (robo de puertos): es un nuevo método para el sniff en redes con switch, sin envenenamiento ARP".

## Procesos y resultados
Ettercap nos propone dos modos, el por defecto (unified sniff) o el bridged sniff, unos siendo interactivo y el otro no.
Una vez que empieza a rastrear el tráfico, obtendrás un listado de todas las conexiones activas, junto a una serie de atributos acerca de su estado (Active, Idle, Killed, etc.). El asterisco indica que una contraseña fue recogida en esa conexión.
Todo esto con la finalidad de supervisar el tráfico de nuestra red , es penado por la ley hacer esto sin el consentimiento del dueño o administrador de la red.